# Керлікувка
Керлікувка (пол. Kierlikówka) — село в Польщі, у гміні Тшцяна Бохенського повіту Малопольського воєводства.
Населення — 483 особи (2011).
У 1975-1998 роках село належало до Тарновського воєводства.

## Демографія
Демографічна структура станом на 31 березня 2011 року:
|          | Загалом | Допрацездатний вік | Працездатний вік | Постпрацездатний вік |
| -------- | ------- | ------------------ | ---------------- | -------------------- |
| Чоловіки | 249     | 52                 | 172              | 25                   |
| Жінки    | 234     | 55                 | 139              | 40                   |
| Разом    | 483     | 107                | 311              | 65                   |